# Кейурафан, Сударат
Сударат Кейурафан (тайск. สุดารัตน์ เกยุราพันธุ์; род. 1 мая 1961, Бангкок, Таиланд) — таиландский государственный и политический деятель, председатель партии «Тай Сан Тай». Участница протестов 1992 года. Ранее была высокопоставленным членом партии «Пхыа Тхаи» и занимала различные должности в кабинете министров Таиланда. Работала в течение нескольких сроков в качестве члена парламента. Кандидат на пост премьер-министра от «Пхыа Тхаи» на парламентских выборах в 2019 году и от «Тай Сан Тай» на выборах 2023 года.

## Биография

### Ранние годы
Сударат родилась в Бангкоке в семье бывшего члена парламента от провинции Накхонратчасима — Сомпона Кейурафана и его супруги — Рену Кейурафан. Окончила среднюю школу при монастыре Св. Иосифа в Бангкоке и получила степень бакалавра по коммерции и бухгалтерии в Университете Чулалонгкорна и степень магистра в Университете делового администрирования им. Сасина в Университете Чулалонгкорна, а в 2018 году она получила докторскую степень в Университете Махачулалонгкорнраджавидьялая по буддийским исследованиям.

### Политическая карьера

#### Начало карьеры
Сударат начала свою политическую карьеру в 1991 году, когда была избрана членом парламента от 12-го округа Бангкока. На выборах 1992 года Сударат была переизбрана в качестве члена парламента и была назначена заместителем официального представителя правительства Чуана Ликпая.
В 1994 году Сударат была назначена генеральным секретарём партии «Паланг Дхарма». Она также была назначена заместителем министра транспорта в правительстве Ликпая.

#### Член правительства
На выборах 1995 года Сударат была переизбрана в качестве члена парламента от Бангкока и назначена заместителем министра внутренних дел в правительстве Банхарна Силпа-арча. Во время её работы проект «Bang Na Expressway» был задержан на 11 месяцев. Это был огромный скандал в Таиланде, потому что правительству Таиланда пришлось выплатить компенсацию в размере нескольких тысяч миллионов бат.
В 1996 году Сударат была вновь избрана в качестве члена парламента и была единственным членом, избранным от партии «Паланг Дхарма».
Два года спустя, в 1998 году, Сударат стала соучредителем партии «Тай Рак Тай» (впоследствии перешедшей в «Партию народной власти», а затем в «Пхыа Тхаи») вместе с Таксином Чиннаватой и 21 другим членом-учредителем, включая Сомкид Джатусрипитак, Танонг Бидая, Пурачай Пиумсомбун, Тхаммарак Исарагура на Аютайя и Проммин Лерцуридей. Сударат была назначена заместителем председателя партии «Тай Рак Тай». Партия успешно выступила на выборах 2006 года, получив 61% голосов, и стала крупнейшей политической силой.
На выборах 2001 года Сударат была избрана членом парламента и назначена министром здравоохранения при правительстве Чиннаваты. Она была вовлечена в длительный скандал из-за покупки компьютеров по завышенным ценам для больниц. В 2006 году Сударат назначена министром сельского хозяйства и кооперативов, однако потеряла свою должность из-за переворота в сентябре 2006 года.
Как одной из 111 исполнительных членов партии, ей запретили заниматься политической деятельностью на пять лет после переворота 2006 года.

#### Возвращение в политику
Позже Сударат вернулась в политику Таиланда, приняв участие в выборах 2019 года в качестве кандидата в депутаты по партийному списку и кандидата в премьер-министры от «Пхыа Тхаи». Однако, хотя партия получила наибольшее количество мест в округах, она не получила ни одного места по партийному списку.
В 2020 году покинула «Пхыа Тхаи» и основала новую партию — «Тай Сан Тай». На парламентских выборах 14 мая 2023 года избрана членом Палаты представителей, однако покинула должность 11 июля этого же года.

## Личная жизнь
Сударат замужем на Сомиосе Лилапуньялерте, который является предпринимателем в сфере недвижимости. У них трое детей, которых зовут Пхумпхат, Пирапчат и Йоссуда.